# Wisdom (Montana)
Wisdom es un lugar designado por el censo ubicado en el condado de Beaverhead en el estado estadounidense de Montana. En el Censo de 2010 tenía una población de 98 habitantes y una densidad poblacional de 38,22 personas por km².

## Geografía
Wisdom se encuentra ubicado en las coordenadas 45°36′36″N 113°26′45″O / 45.61000, -113.44583. Según la Oficina del Censo de los Estados Unidos, Wisdom tiene una superficie total de 2.56 km², de la cual 2.54 km² corresponden a tierra firme y (0.81%) 0.02 km² es agua.

## Demografía
Según el censo de 2010, había 98 personas residiendo en Wisdom. La densidad de población era de 38,22 hab./km². De los 98 habitantes, Wisdom estaba compuesto por el 100% blancos, el 0% eran afroamericanos, el 0% eran amerindios, el 0% eran asiáticos, el 0% eran isleños del Pacífico, el 0% eran de otras razas y el 0% pertenecían a dos o más razas. Del total de la población el 3.06% eran hispanos o latinos de cualquier raza.